# Salesh Kumar
Salesh Kumar (* 28. Juli 1981) ist ein fidschianischer Fußballspieler und Fußballschiedsrichter. Er ist der Bruder von Ronil Kumar, der ebenfalls als fidschianischer Fußballnationalspieler aktiv war.

## Karriere
Seine angestammte Position ist das Mittelfeld. Er startete seine Laufbahn 2002 beim Nadi FC, bereits ein Jahr später wurde er zum Nationalspieler von Fidschi. Seine nächsten Stationen waren das Olympiateam und der Ba FC. Beim neuseeländischen Verein Waitakere United spielte Kumar in der New Zealand Football Championship. Auch bei seinen späteren Vereinen Central United und Auckland City FC spielte er in Neuseeland. 2009 zog es ihn zurück nach Fidschi und er spielt eine Saison für den Lautoka FC. Nach Stationen bei Papatoetoe AFC, Three Kings United und erneut Waitakere United spielt er seit 2014 bei Mangere United SC.
Bei der Qualifikation zur Fußball-Weltmeisterschaft 2010 schoss er gegen Vanuatu sein erstes Pflichtspieltor und Fidschi holte einen 2:0-Sieg.